# Qasigiannguit Lokalmuseum
Qasigiannguit Lokalmuseum er et museum i Qasigiannguit på vestkysten af Grønland.
Museet åbnede i 1984, i forbindelse med byens 250-årsjubilæum.
Museet viser bl.a. arkælogiske fund fra Saqqaq-kulturen som befolkede Grønland i år 2.400 f.Kr. Man har fundet særlige mange bevarede fund på bopladsen Qeqertasussuk syd for Akulliit, ved Sydøstbugten..
Museumsområdet består af 5 bygninger med forskellige udstillinger.